# Mouzillon
Mouzillon település Franciaországban, Loire-Atlantique megyében. Lakosainak száma 2903 fő (2022. január 1.). Mouzillon Clisson, Gorges, Le Pallet, Vallet és Sèvremoine községekkel határos.

## Népesség
A település népességének változása:
| Lakosok száma | 1357 | 1554 | 1679 | 2418 | 2709 | 2764 | 2830 | 2865 | 2874 | 2903 |
|               | 1968 | 1982 | 1990 | 2006 | 2013 | 2015 | 2017 | 2019 | 2020 | 2022 |